# Xantusia sierrae
Espèce
Synonymes
- Xantusia vigilis sierrae Bezy, 1967

Xantusia sierrae est une espèce de sauriens de la famille des Xantusiidae.

## Répartition
Cette espèce est endémique de Californie aux États-Unis.

## Étymologie
Son nom d'espèce lui a été donné en référence au lieu de sa découverte, la Sierra Nevada.

## Publication originale
- Bezy, 1967 : A New Night Lizard (Xantusia vigilis sierrae) from the Southern Sierra Nevada in Californa. Journal of the Arizona Academy of Science, vol. 4, no 3, p. 163-167.